# Slovio
Slovio je pisani i govorni umjetni jezik, kojeg je stvorio jezikoslovac Mark Hučko. Slovio je međunarodni pomoćni jezik stvoren kao pomoć znalcima (govora i pisanja) slavenskih jezika u međusobnom sporazumijevanju.
Gramatička načela slovia slična su esperantu (unificirana imenica, pridjevski i glagolski nastavci, bez sklonidbe). Međutim, rječnik je izveden iz najzajedničkijih riječi slavenskih jezika. Prema Hučku, slovio je razumljiv broju od preko 400 milijuna ljudi širom svijeta, bez prethodnog učenja tog jezika.
Ime mu dolazi iz praslavenskog jezika i znači "riječ" (a taj je oblik zadržao u suvremenom hrvatskom, srpskom, bošnjačkom, češkom, ruskom i ukrajinskom jeziku).
U kolovozu 2005. godine, rječnik slovio sadržavao je ukupno 30.000 riječi.

## Abeceda
Slovio rabi, manje ili više, latinično pismo:
a b c cx d e f g gx h hh i j k l m n o p q r s sx t u v z zx
- cx - č
- gx - dž
- sx - š
- zx - ž
- h  - h

Ovo su "izborna" slova:
- hq - kao "tvrdo" h (frikativni suglasnik, pr. češko h gdje je hrvatski g u hlavna)
- hx - kao njemačko ch u Bach ili španjolsko j u Juan
- wx - šč
- q  - kao meki glas, koji omekšava prethodni suglasnik
- x  - ks

U slovio nema dijakritičkih znakova. Č se piše kao c sa x. Ovaj sustav dopušta laki prijenos preko računala i druge komunikacijske mreže bez potrebe za posebnim fontovima.
Slovio se može pisati i ćirilićnim pismom:
- A a   - А а
- B b   - Б б
- C c   - Ц ц
- Cx cx - Ч ч
- D d   - Д д
- E e   - Е е
- F f   - Ф ф
- G g   - Г г
- Gx gx - ДЖ дж
- H h   - Х х
- I i   - И и
- J j   - Й й
- K k   - К к
- L l   - Л л
- M m   - М м
- N n   - Н н
- O o   - О о
- P p   - П п
- R r   - Р р
- S s   - С с
- Sx sx - Ш ш
- T t   - Т т
- U u   - У у
- V v   - В в
- X x   - Кс кс
- Wx wx - Щ щ
- Z z   - З з
- Zx zx - Ж ж

## Primjer
Slovio es novju mezxunarodju jazika ktor razumijut cxtirsto milion ludis na celoju zemla. Ucxijte Slovio tper!
Словио ес новйу межународйу йазика ктор разумийут чтирсто милион лудис на целойу земла. Учийте Словио тпер!
Slovio je novi međunarodni jezik kojeg razumije četiristo milijuna ljudi na cijeloj zemlji. Učite slovio sad!

## Vanjske poveznice
- Službena stranica